# Miloslav Kvasnička
Miloslav Kvasnička (ur. 22 sierpnia 1963 w Českým Brodzie) – czeski kolarz przełajowy reprezentujący też Czechosłowację, trzykrotny medalista mistrzostw świata.

## Kariera
Pierwszy sukces w karierze Miloslav Kvasnička osiągnął w 1981 roku, kiedy zdobył srebrny medal w kategorii juniorów podczas przełajowych mistrzostw świata w Tolosie. Trzy lata później był drugi wśród amatorów na mistrzostwach świata w Oss. W zawodach tych wyprzedził go jedynie jego rodak Radomír Šimůnek, a trzecie miejsce zajął Holender Frank van Bakel. Wynik ten powtórzył na rozgrywanych sześć lat później mistrzostwach świata w Getxo. Tym razem rozdzielił dwóch Szwajcarów: Andreasa Büssera oraz Thomasa Frischknechta. Był też między innymi ósmy na mistrzostwach świata w Pontchâteau w 1989 roku i na rozgrywanych trzy lata później mistrzostwach świata w Leeds. Kilkakrotnie zdobywał medale mistrzostw kraju, w tym złoty w 1983 roku. W 1994 roku zakończył karierę.